# 清水善三 (美術史学者)
清水 善三（しみず ぜんぞう、1931年5月13日 - 2012年7月16日）は、仏教美術史学者、京都大学名誉教授。
静岡県出身。1958年京都大学文学部美学美術史卒、1963年同大学院博士課程満期退学。1964年京大文学部助手、1968年京都精華短期大学助教授、教授。1971年京大文学部助教授、1979年「平安彫刻史の研究」で京大文学博士、1980年教授、1995年定年退官、名誉教授。

## 著書
- 『仁和寺』中央公論美術出版 美術文化シリーズ 1967
- 『醍醐寺』中央公論美術出版 1974
- 『平安彫刻史の研究』中央公論美術出版 1996
- 『仏教美術史の研究』中央公論美術出版 1997

共著
- 渡辺照宏『仏像百態』（図版解説）淡交新社 1964